# Oplonaeschna armata
Oplonaeschna armata là loài chuồn chuồn trong họ Aeshnidae. Loài này được Hagen mô tả khoa học đầu tiên năm 1861.